# Самюель Ум Гуе
Самюель Ум Гуе (фр. Samuel Oum Gouet, нар. 14 грудня 1997) — камерунський футболіст, півзахисник швейцарського клубу «Івердон Спорт». Виступав також за австрійський клуб «Альтах» та бельгійський «Мехелен», а також у складі національної збірної Камеруну.

## Клубна кар'єра
Самюель Ум Гуе народився 1997 року, та є вихованцем камерунської футбольної академії АПЕЖЕС. У 2017 році перебрався до Європи, де розпочав виступи у складі австрійської команди «Альтах», в якій грав до 2021 року, взявши участь у 99 матчах чемпіонату. У 2021 році камерунець став гравцем бельгійського клубу «Мехелен», у якому грав до 2023 року. З 2023 року камерунський футболіст грає у складі швейцарського клубу «Івердон Спорт».

## Виступи за збірні
2017 року Самюель Ум Гуе залучався до складу молодіжної збірної Камеруну. На молодіжному рівні зіграв у 3 офіційних матчах, забив 1 гол.
У 2016 році Гуе дебютував у складі національної збірної Камеруну. У складі збірної був учасником домашнього Кубка африканських націй 2021 року, на якому камерунська збірна здобула бронзові нагороди. У 2022 році Самюеля Ум Гуе включили до складу збірної для участі в чемпіонаті світу 2022 року у Катарі.
| Дата       | Місто          | Господарі      | Результат               | Гості        | Турнір                                             | Голи | Примітки |
| ---------- | -------------- | -------------- | ----------------------- | ------------ | -------------------------------------------------- | ---- | -------- |
| 6-1-2016   | Гісеньї        | Руанда         | 1 – 1                   | Камерун      | товариський матч                                   | -    |          |
| 13-1-2016  | Нджеру         | Уганда         | 0 – 0                   | Камерун      | товариський матч                                   | -    | 65'      |
| 17-1-2016  | Бутаре         | Ангола         | 0 – 0                   | Камерун      | ЧАН 2016 - 1-й раунд                               | -    |          |
| 21-1-2016  | Бутаре         | Камерун        | 0 – 0                   | Ефіопія      | ЧАН 2016 - 1-й раунд                               | -    |          |
| 25-1-2016  | Бутаре         | Камерун        | 3 – 1                   | ДР Конго     | ЧАН 2016 - 1-й раунд                               | -    |          |
| 30-1-2016  | Бутаре         | Камерун        | 0 – 3                   | Кот-д'Івуар  | ЧАН 2016 - чвертьфінал                             | -    |          |
| 9-10-2020  | Утрехт         | Японія         | 0 – 0                   | Камерун      | товариський матч                                   | -    |          |
| 12-11-2020 | Дуала          | Камерун        | 4 – 1                   | Мозамбік     | Відбір до Кубка африканських націй 2021            | -    | 71'      |
| 30-3-2021  | Дуала          | Камерун        | 0 – 0                   | Руанда       | Відбір до Кубка африканських націй 2021            | -    | 70'      |
| 4-6-2021   | Вінер-Нойштадт | Нігерія        | 0 – 1                   | Камерун      | товариський матч                                   | -    | 30'      |
| 8-6-2021   | Вінер-Нойштадт | Камерун        | 0 – 0                   | Нігерія      | товариський матч                                   | -    | 73'      |
| 13-11-2021 | Совето         | Малаві         | 0 – 4                   | Камерун      | Відбір до Кубка африканських націй 2021            | -    |          |
| 16-11-2021 | Яунде          | Камерун        | 1 – 0                   | Кот-д'Івуар  | Відбір до Кубка африканських націй 2021            | -    |          |
| 9-1-2022   | Яунде          | Камерун        | 2 – 1                   | Буркіна-Фасо | Кубок африканських націй 2021 - 1-й етап           | -    |          |
| 17-1-2022  | Яунде          | Камерун        | 1 – 1                   | Кабо-Верде   | Кубок африканських націй 2021 - 1-й етап           | -    | 87'      |
| 29-1-2022  | Дуала          | Гамбія         | 0 – 2                   | Камерун      | Кубок африканських націй 2021 - чвертьфінал        | -    |          |
| 3-2-2022   | Яунде          | Камерун        | 0 – 0 д.ч. (1 – 3 п.п.) | Єгипет       | Кубок африканських націй 2021 - півфінал           | -    | 61' 80'  |
| 5-2-2022   | Яунде          | Буркіна-Фасо   | 3 – 3 д.ч. (3 – 5 п.п.) | Камерун      | Кубок африканських націй 2021 - матч за 3-тє місце | -    | 46'      |
| 25-3-2022  | Дуала          | Камерун        | 0 – 1                   | Алжир        | Відбір до ЧС 2022                                  | -    |          |
| 29-3-2022  | Бліда          | Алжир          | 1 – 2 д.ч.              | Камерун      | Відбір до ЧС 2022                                  | -    | 77' 102' |
| 9-6-2022   | Дар-ес-Салам   | Бурунді        | 0 – 1                   | Камерун      | Відбір до Кубка африканських націй 2023            | -    |          |
| 27-9-2022  | Сеул           | Південна Корея | 1 – 0                   | Камерун      | товариський матч                                   | -    |          |
| Усього     |                | Матчів         | 22                      |              | Голів                                              | 0    |          |